# Demokratyczna Lewica (Irlandia)
Demokratyczna Lewica (ang. Democratic Left, irl. Daonlathas Clé) była partią socjalistyczną działającą zarówno w Irlandii jak i Irlandii Północnej pomiędzy 1992 a 1999 rokiem. Powstała po odłączeniu się od Partii Robotniczej, po czym po zaledwie siedmiu latach istnienia, weszła w skład Irlandzkiej Partii Pracy.

## Pochodzenie
Demokratyczna Lewica powstała po odłączeniu się od Partii Robotniczej, której to początkiem był podział w roku 1970 pomiędzy Oficjalną Sinn Féin i Prowincjonalną Sinn Féin. Znaczna część członków Partii Robotniczej odeszła z niej w 1992 po próbie zmiany statutu partii (aby odciąć się od oficjalnej IRA i zmodernizować leninowskie struktury partii) nie uzyskała jednak dwóch trzecich wymaganej większości na specjalnym kongresie. Członkowie, którzy odeszli z partii, włączając w to jej lidera, Proinsias'a De Rossa oraz pięciu z siedmiu przedstawicieli partii w Dáil Éireann, czyli niższej izbie Parlamentu Irlandii - Oireachtas. Nowa partia, którą założyli była prowizorycznie nazwana Nową Agendą do czasu gdy na jej zjeździe założycielskim przyjęto nazwę Demokratyczna Lewica. Proinsias De Rossa został liderem partii.

## Wybory i udział w parlamencie
W roku 1992 w wyborach partia straciła dwa z sześciu mandatów w izbie niższej Parlamentu, uzyskując 2.8% głosów w porównaniu do 5% z wyborów sprzed rozpadu Partii Robotniczej w poprzednich wyborach. Następnie uzyskała dwa mandaty w wyborach uzupełniających.
Po upadku koalicyjnego rządu Fianna Fáil i Partią Pracy w roku 1994 Demokratyczna Lewica przystąpiła do nowego koalicyjnego rządu Fine Gael i Partii Pracy. Proinsias De Rossa został Ministrem Opieki Społecznej, rozpoczynając pierwszą w historii Irlandii strategię walki z biedą.

## Połączenie z Partią Pracy
W wyborach roku 1997 Demokratyczna Lewica straciła dwa z sześciu mandatów, uzyskując 2.5% głosów. W 1999 roku Demokratyczna Lewica połączyła się z Partią Pracy. Lider Partii Pracy, Ruairi Quinn, został liderem połączonej partii, z kolei Proinsias De Rossa objął tytularne stanowisko przewodniczącego partii. W 1999 z powodzeniem startował on w Dublinie w wyborach do Parlamentu Europejskiego. Pełnił mandat do roku 2002, lecz nie starał się o reelekcję w wyborach odbywających się w tamtym roku.
Byli parlamentarzyści Demokratycznej Lewicy, Pat Rabbitte i Liz McManus zostali wybrani na przewodniczącego i zastępcę przewodniczącego w 2002.